# 阿洛伊斯王子 (列支敦斯登)
阿洛伊斯王子（德語：Aloys Gonzaga Maria Adolf，1869年6月17日—1955年3月16日），列支敦斯登親王法蘭茲·約瑟夫二世的父親。
阿洛伊斯的父親阿爾弗雷德是約翰一世·約瑟夫的孫子，母親亨麗埃特是法蘭茲一世的姐姐。1923年，阿洛伊斯將繼承權讓給兒子法蘭茲·約瑟夫，後者於1938年繼位為列支敦斯登親王。

## 家庭
1903年，阿洛伊斯與奧匈帝國皇帝法蘭茲·約瑟夫一世的姪女伊莉莎白·阿瑪莉埃結婚，共有6子2女：
- 法蘭茲·約瑟夫二世（1906年—1989年），列支敦斯登親王
- 瑪麗亞·特蕾西亞公主（1908年—1973年）
- 卡爾·阿爾弗雷德王子（1910年—1985年）
- 格奧爾格·哈特曼王子（1911年—1998年）
- 烏爾里希·迪特馬爾王子（1913年—1978年）
- 瑪麗·亨莉埃特公主（1914年—2011年）
- 阿洛伊斯·海因里希王子（1917年—1967年）
- 海因里希·哈特奈德王子（1920年—1993年）